# SM U-1 (Austro-Ugarska)
SM U-1 ili U-I bio je vodeći brod svoje klase podmornica (nje. U-boot), izgrađen za austro-ugarsku ratnu mornaricu (njem. kaiserliche und königliche Kriegsmarine ili k.u.k. Kriegsmarine) i rabljen u njezinoj floti. U-1 projektirao je američki Lake Torpedo Boat Company Simona Lakea, a izgradilo brodogradilište u Puli. Bila je jedna od dvije projektirane podmornice kupljene u natječajnoj procjeni stranih podmorničkih projekata.